# Arboris
Arboris is een Nederlandse uitgeverij van stripverhalen.
De uitgeverij werd als firma in 1981 tezamen met de firma Dendros opgericht door Hans van den Boom. Beoogd werd om in massaproductie commerciële strips via Dendros uit te brengen en grafisch hoogstaande strips voor volwassenen via Arboris. Al spoedig bleken de uitgaven van Dendros zeer te lijden te hebben van een sterk teruglopende markt waardoor die firma stopte met het uitgeven van strips in 1984. Dendros gaf ook in de jaren 80 het stripblad Titanic uit. De uitgaven van Arboris bleken daarentegen voldoende vraag te kennen. Begin jaren 1990 volgde de uitbreiding met een eigen drukkerij, tot in 1998 besloten werd het drukwerk weer uit te besteden. Naast Nederlandstalige strips worden vandaag de dag ook Duits- en Deenstalige strips uitgebracht.

## Publicaties

### Auteurs
Van de volgende auteurs zijn werken uitgegeven (onvolledige lijst):
- Hermann met de reeks De torens van Schemerwoude
- Moebius (Jean Giraud)
- Peter Nuyten
- Wendy en Richard Pini met de reeks Elfquest
- François Schuiten met de auteurs Luc Schuiten en Claude Renard
- Vicente Segrelles met onder andere de reeks De Huurling
- Željko Pahek met het album Het ijzeren wiel

### Stripreeksen
Arboris heeft (delen van) de volgende stripreeksen uitgegeven (onvolledige lijst):
- Ardeur
- Axel Moonshine
- De bende van Jan de Lichte
- Cor Morelli
- Durango
- Elfquest
- Flynn
- Gilles de Geus
- Hägar de Verschrikkelijke

- Iznogoedh
- Judge Dredd
- Linke Loetje
- Lotusbloem
- Meccano
- The Spirit
- De torens van Schemerwoude
- Zwartkijken

### Integrale uitgaven
Arboris maakt ook integrale heruitgaven in hardcover, van klassieke stripreeksen. Buitenlandse verhalen zoals die van Tanguy en Laverdure zijn vaak opnieuw vertaald. De uitgaven gaan vergezeld van uitgebreide achtergrondinformatie. Van de volgende reeksen zijn integrale uitgeven verschenen bij Arboris (de lijst is niet volledig):
- Attila
- Baard en Kale
- Brammetje Bram
- De Beverpatroelje
- Guus Slim
- In het land van Horus
- Jerry Spring

- Mac Coy
- Magika
- Olivier Blunder
- Sophie
- Tanguy en Laverdure
- Tarawa, de bloedige atol